# Ammothereva uzbekorum
Ammothereva uzbekorum är en tvåvingeart som först beskrevs av Zaitzev 1973.  Ammothereva uzbekorum ingår i släktet Ammothereva och familjen stilettflugor.
Artens utbredningsområde är Uzbekistan. Inga underarter finns listade i Catalogue of Life.